# سیارک ۲۶۲۱۰
سیارک ۲۶۲۱۰ (به انگلیسی: 26210 Lingas، نام‌گذاری: 1997RC3) بیست و شش هزار و دویست و دهمین سیارک کشف شده‌است که در ۶ سپتامبر ۱۹۹۷ کشف شد.
قدر مطلق سیارک برابر ۲۱.۴ است.